# Tofisopam
Tofisopamul (uneori scris și tofizopam) este un medicament cu proprietăți anxiolitice, derivat de 2,3-benzodiazepină, fiind utilizat (în unele state din Europa) în tratamentul anxietății. Spre deosebire de celelalte benzodiazepine, acest compus nu prezintă proprietăți anticonvulsivante, sedative, miorelaxante sau amnezice. Calea de administrare disponibilă este cea orală.

## Utilizări medicale
Tofisopamul este utilizat în tratamentul:
- anxietății, tulburărilor vegetative, apatiei, oboselii, stărilor depresive (în asociere cu antidepresive)
- formelor  ușoare și moderate ale sindromului de sevraj la alcool (înainte de delirium tremens)

Deși nu este un antiepileptic ca atare, s-a demonstrat că acesta crește acțiunea anticonvulsivantă a 1,4-benzodiazepinelor (precum diazepamul) și a muscimolului, dar nu și a valproatului, carbamazepinei, fenobarbitalului sau a fenitoinei.